# アントワーヌ・ヴォロン
アントワーヌ・ヴォロン（Antoine Vollon、1833年4月23日 - 1900年8月27日）はフランスの画家である。静物画を得意とした。

## 略歴
リヨンで木彫職人の息子に生まれた。彫金を学んだ後、リヨン国立高等美術学校で学んだ。
1859年にパリに出て、画家、版画家のオーギュスタン・テオデュール・リボー(1823-1891)の弟子になり、この頃から静物画に関心を持ち、魚や食べ物、果物皿を描き、対象の質感や金属などにに反射する光を表現する技巧を研究した。
彫刻家のジャン＝バティスト・カルポーや画家、版画家のジョゼフ・スミー(Joseph Soumy: 1831-1863)、俳優のルシアン・ギトリ(Lucien Guitry: 1860-1925)、文学者のアレクサンドル・デュマ・フィスといった芸術家と親しくなり、アレクサンドル・デュマ・フィスのノルマンディーの邸にしばしば招かれた
ノルマンディー、セーヌ＝マリティーム県のTrouvilleに住んでしばらく活動し、1863年に結婚して、ソンム県の海岸の漁村、メール＝レ＝バンに住んだ。
1863年の落選展に出展し、1964年からパリのサロンに出展し、1865年に3等のメダル、1868年に2等のメダル、1869年に1等のメダルを受賞した。1870年からサロンの審査員を務めた。
1870年にレジオンドヌール勲章（シュヴァリエ）を受勲し、1878年にレジオンドヌール勲章（オフィシエ）を受勲した。1897年に芸術アカデミーの会員に選ばれた。1900年のパリ万国博覧会で大賞を受賞したが、その年心臓病で没した。

## 作品

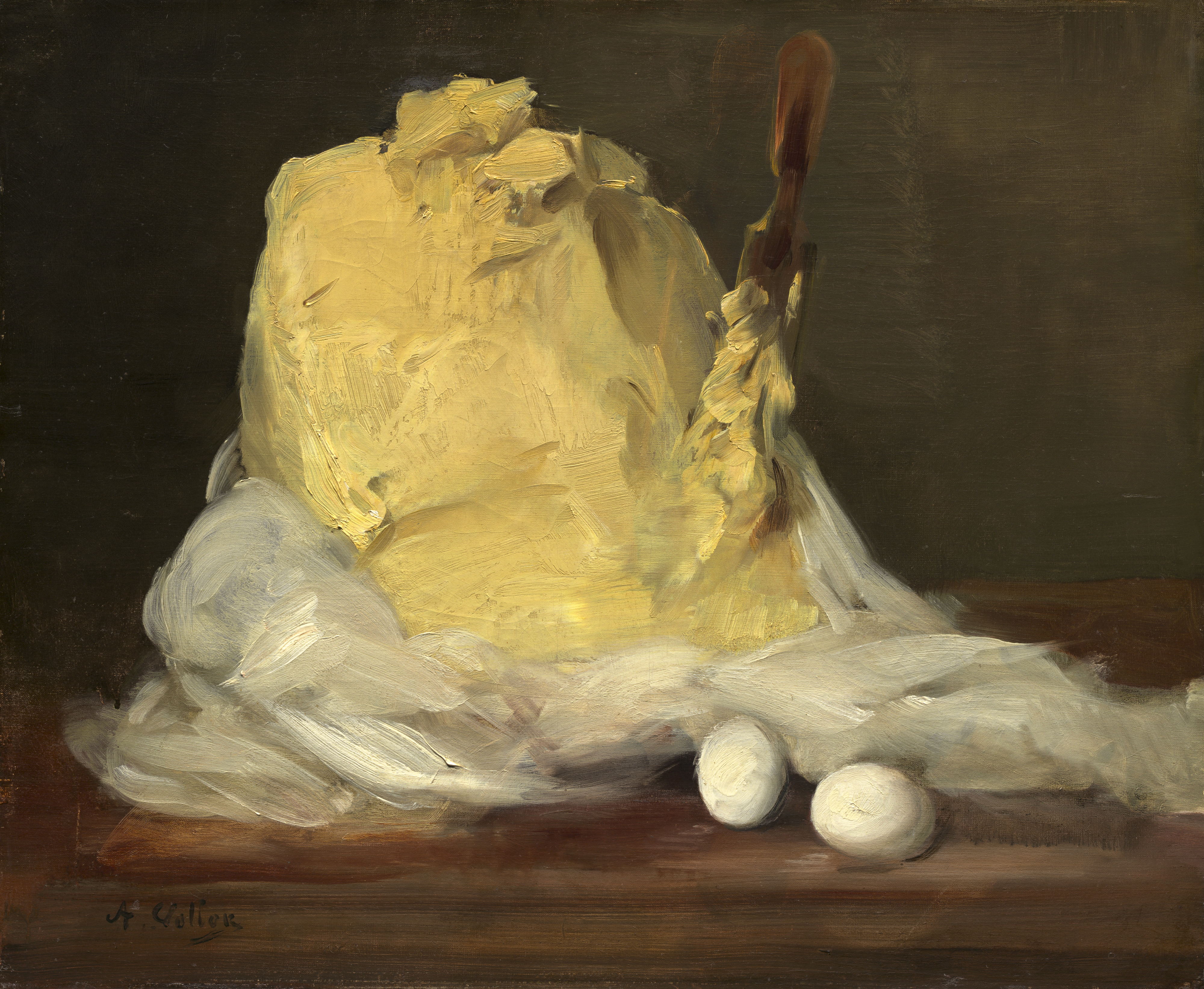
バターの塊 ナショナル・ギャラリー (ワシントン) 蔵
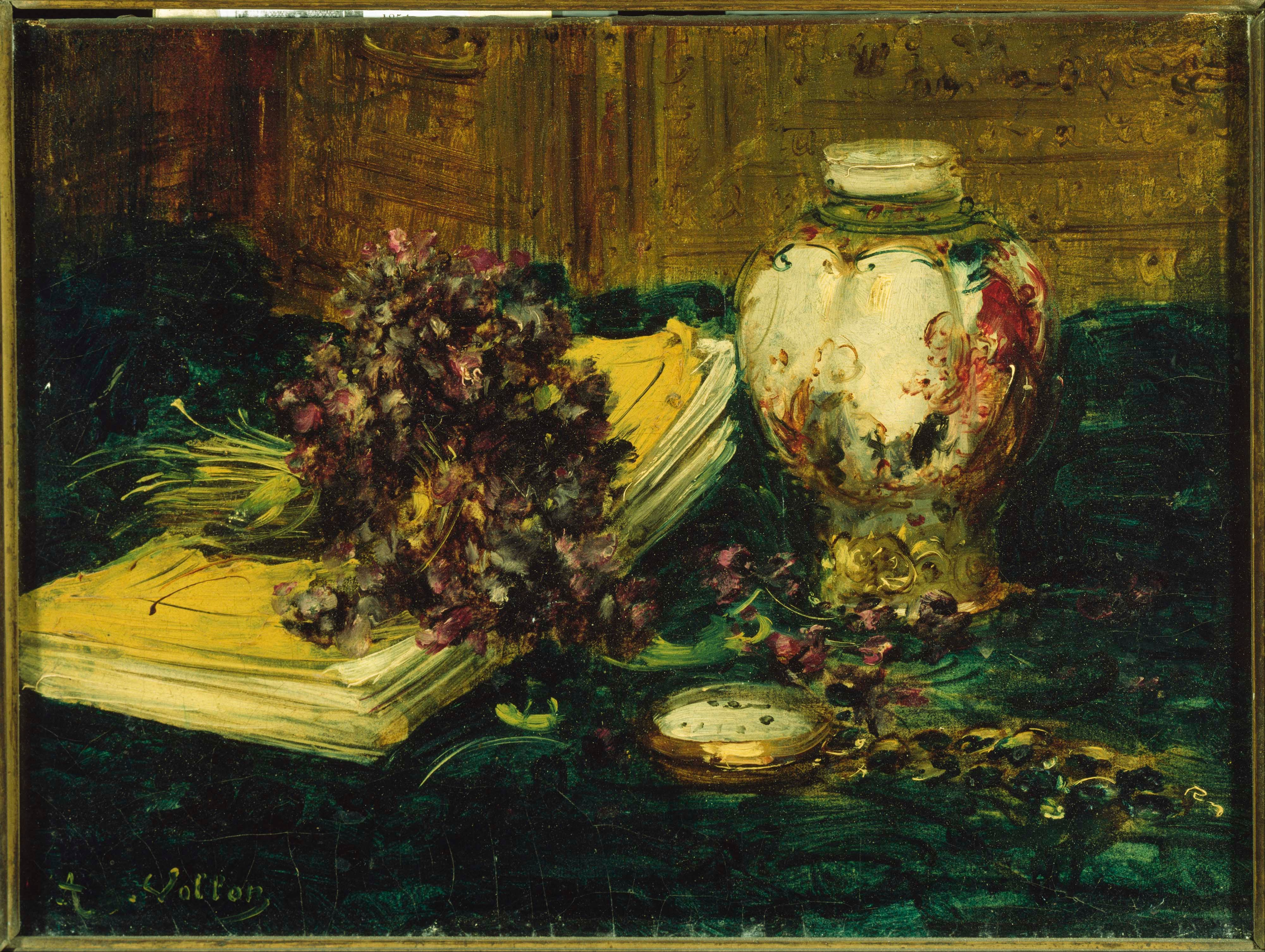
スミレ フィリップス・コレクション 蔵
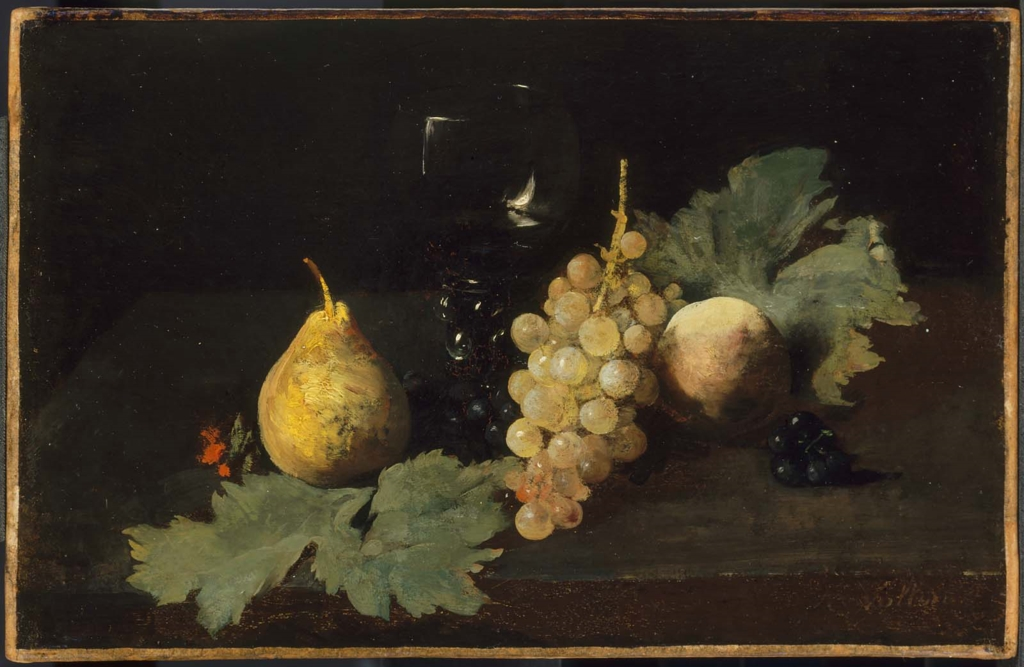
果物とワイングラス ボストン美術館 蔵
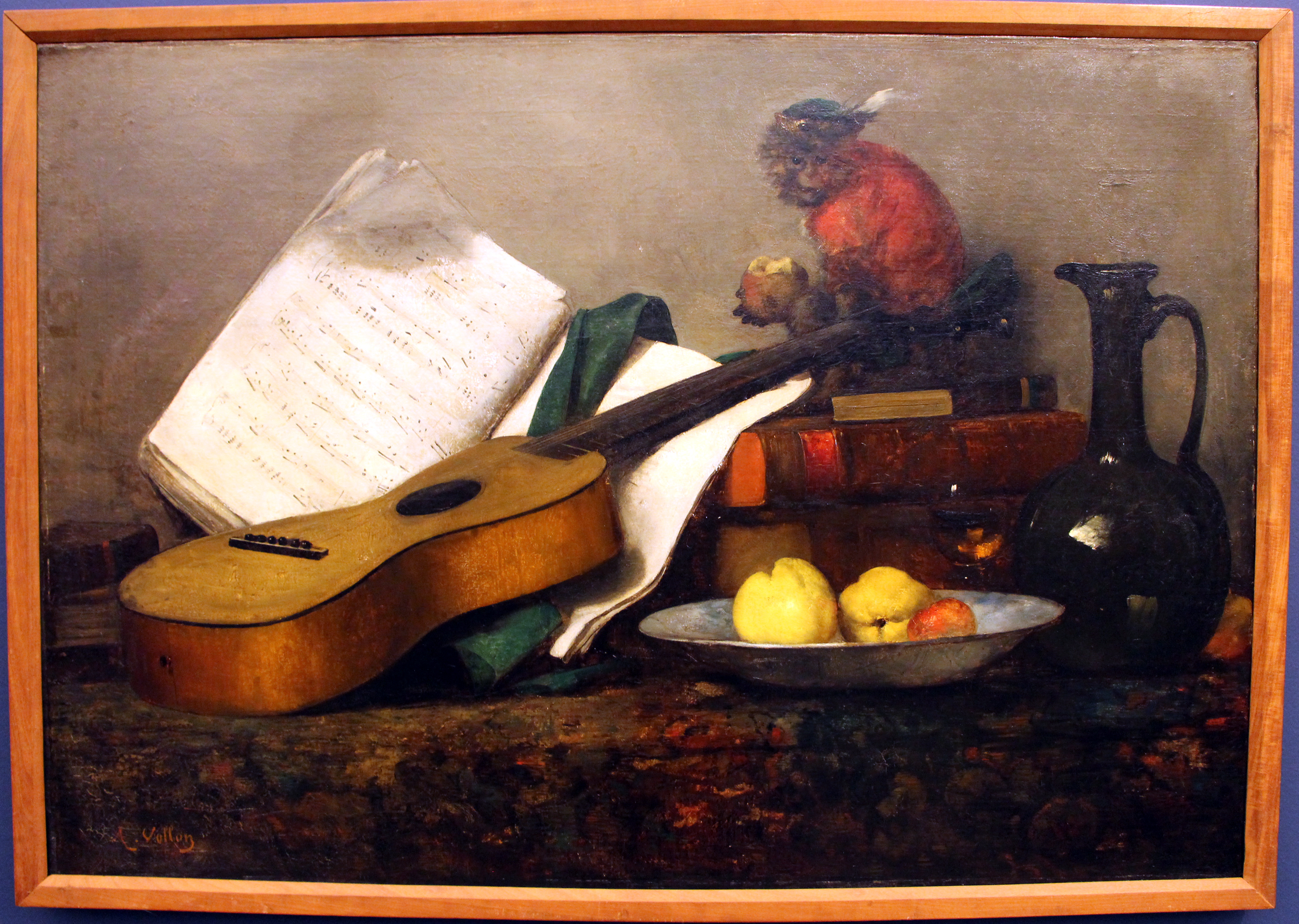
サンパウロ美術館 蔵
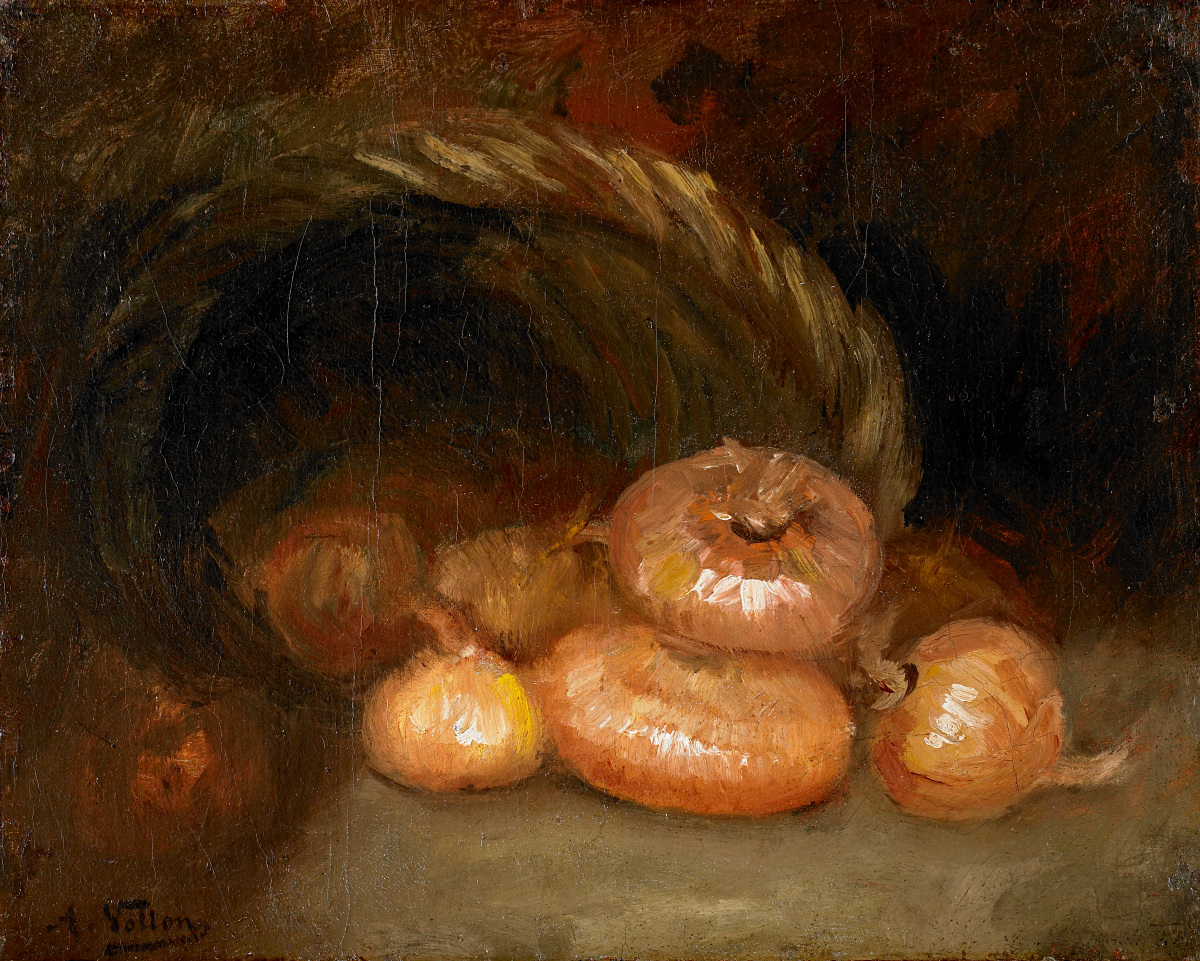
玉ねぎのある静物画 バーミングハム美術館 蔵
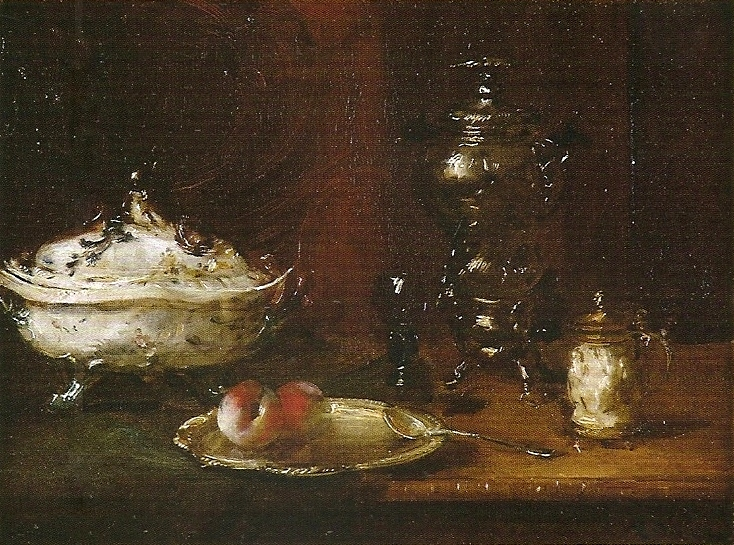
静物画 マリアノ・プロコーピオ美術館 蔵
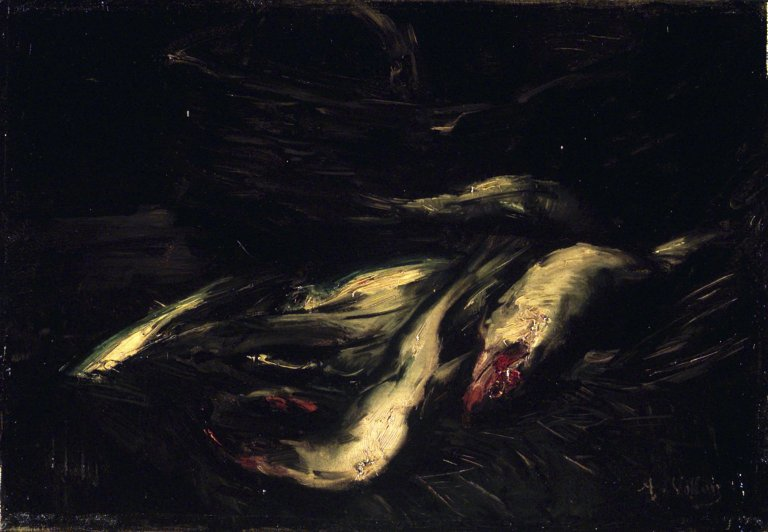
魚 ブルックリン美術館 蔵
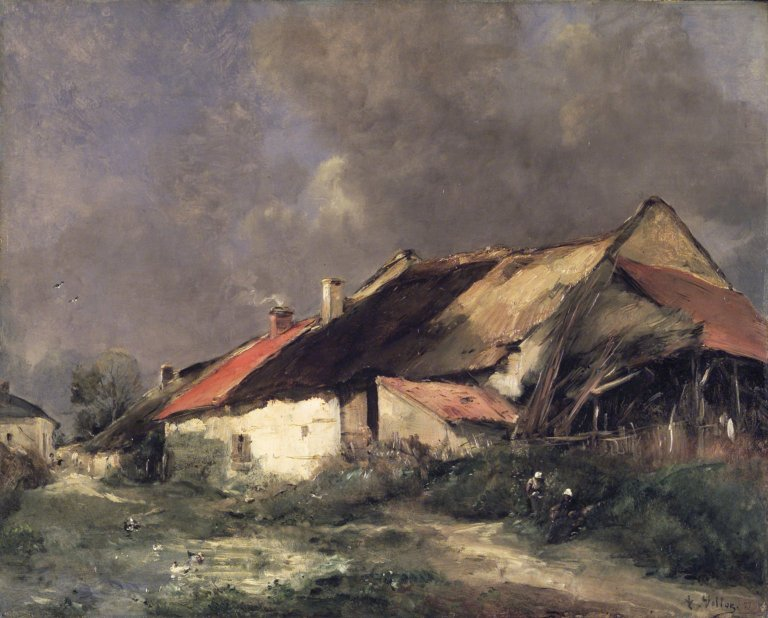
風景画